# Xenon-135
Xenon-135 (135Xe) je nestabilním izotopem xenonu s poločasem rozpadu přibližně 9,2 hodiny. Jedná se o štěpný produkt uranu a nejsilnější známý neutronový jed ("vychytává" volné neutrony), má výrazný vliv na jaderný reaktor. Účinný průřez 135Xe je 2,6 · 106 barn.
Jako produkt přeměny 135Te vzniká 135I, který se β-rozpadem přeměňuje na 135Xe, ten v případě nahromadění ve větším množství způsobí jev známý jako xenonová otrava reaktoru. Pravděpodobnost vzniku 135Xe při štěpné jaderné reakci je 5%, ale 95% při rozpadu 135I.